# Equinox (serie televisiva)
Equinox è una serie televisiva danese scritta dalla showrunner Tea Lindeburg e ispirata all'acclamato podcast Equinox 1985. La serie è stata distribuita da Netflix il 30 dicembre 2020. È la seconda serie danese prodotta dal noto sito streaming.

## Trama
Astrid ha solo 9 anni nel 1999 quando una classe di liceali in festa per il diploma  scompare inspiegabilmente senza lasciare traccia. È la sorella di uno degli studenti scomparsi, traumatizzata e tormentata da orribili visioni dopo la scomparsa di sua sorella. Nel 2020 vive pacificamente con la sua famiglia quando all'improvviso gli incubi tornano e iniziano a perseguitarla. Quando uno dei tre sopravvissuti del 1999 muore misteriosamente, Astrid è determinata a scoprire cosa sia successo a sua sorella e agli altri ragazzi scomparsi, solo per scoprire una verità oscura e inquietante che la coinvolge in modi che non avrebbe mai immaginato.

## Episodi
| Stagione       | Episodi | Pubblicazione Danimarca | Pubblicazione Italia |
| -------------- | ------- | ----------------------- | -------------------- |
| Prima stagione | 6       | 2020                    | 2020                 |

## Personaggi e interpreti

### Principali
- Astrid, interpretata da Danica Curcic e da Viola Martinsen da bambina, doppiata da Benedetta Degli Innocenti e da Ilaria Pellicone da bambina.
- Ida, interpretata da Karoline Hamm, doppiata da Martina Felli.
- Amelia, interpretata da Fanny Leander Bornedal, doppiata da Giulia Franceschetti e da Barbara De Bortoli da adulta.
- Jakob, interpretato da August Carter, doppiato da Federico Campaiola.
- Falke, interpretato da Ask Emil Mossberg Truelsen e da Joen Højerslev da adulto, doppiato da Fabio Boccanera da adulto.
- Lene, interpretata da Hanne Hedelund, doppiata da Emanuela Rossi.
- Dennis, interpretato da Lars Brygmann, doppiato da Sandro Acerbo.

### Personaggi ricorrenti
- Torben, interpretato da Peder Holm Johansen.
- Henrik, interpretato da Alexandre Willaume, doppiato da Riccardo Rossi.
- Isobel, interpretata da Susanne Storm.
- Vera, interpretata da Andrea Engelsmann Persson.
- Doris, interpretata da Tina Gylling Mortensen.

## Produzione

### Sviluppo
Il 23 Novembre 2020 fu pubblicato il primo trailer da Netflix e fu annunciato che la serie sarebbe stata composta da 6 episodi.